# Édouard Andignoux
 (mars 2021).
Alphonse Sébastien Édouard Andignoux, dit Franck (Toulouse, 20 janvier 1844 – Paris, 2 décembre 1883) est un homme politique français. Il a pris part à la Commune de Paris et milité au sein de l'Internationale anarchiste.

## Biographie
Tailleur de profession, il s'installe à Paris, il est un opposant au régime bonapartiste et en juin 1870, il est reconnu coupable d'avoir insulté des policiers. Membre de la Première Internationale, pendant le siège de Paris, il servit dans le 82e bataillon de la Garde nationale et le 15 mars 1871, il fut élu au Comité central de la Garde. Le 21 avril, sa mission a été révoquée pour avoir imprimé des bulletins à son nom en utilisant de l'argent de la mairie.
Il semble qu'il ait quitté Paris début mai. Après la chute de la Commune, il a été condamné aux travaux forcés à perpétuité par contumace, après avoir fui à Genève. Il y vécut sous le nom de Franck, collabora avec le périodique La Révolte et, le 1er septembre 1873, il représenta la section genevoise au VI congrès de l'Internationale anarchiste tenu dans cette ville et fut élu à la Commission générale de grève.
Exclu de l'amnistie de 1880, il vivait dans la misère.
Il est mort à Paris (6e arrondissement) le 2 décembre 1883.